# James H. Critchfield
James Hardesty Critchfield (* 30. Januar 1917 in Hunter, North Dakota; † 22. April 2003 in Williamsburg, Virginia) war ein  US-amerikanischer Offizier und leitender Mitarbeiter der Central Intelligence Agency (CIA).

## Leben
Critchfield studierte bis 1939 an der North Dakota State University. Im Zweiten Weltkrieg war er Offizier der United States Army und kämpfte in Nordafrika und auf dem europäischen Kriegsschauplatz, zuletzt als Oberst der 36. Infanteriedivision.
1948 wurde Critchfield Mitarbeiter der CIA, für die er bis 1955 als Verbindungsoffizier beim Aufbau und Einsatz des westdeutschen Nachrichtendienstes Organisation Gehlen zuständig war. Nach Aufhebung des westalliierten Besatzungsstatuts 1955 verließ er Deutschland und leitete 1956–1961 die Osteuropa-Abteilung der CIA. 1961–1971 war Critchfield Direktor der CIA-Abteilung für den Mittleren Osten.
In den 1970er-Jahren war Critchfield nationaler Nachrichtenoffizier für Energiefragen in der Geheimdienst-Denkfabrik National Intelligence Council (NIC). 1974 ging er in den Ruhestand. Danach war Critchfield energiepolitischer Berater im Mittleren Osten, unter anderem für den Sultan von Oman. Er war Präsident der Beratungsfirma Tetra Tech International, einer Honeywell, Inc.-Tochter. Ferner war er Berater der behördenübergreifenden Arbeitsgruppe zur Freigabe von bisher geheimen japanischen und deutschen Kriegsverbrecherakten (Nazi War Crimes and Japanese Imperial Government Records Interagency Working Group).
Critchfield starb 2003 an Krebs. Er wurde mit militärischen Ehren auf dem Nationalfriedhof Arlington beigesetzt. Posthum erschienen unter dem Titel Partners at Creation Critchfields Erinnerungen an seine Geheimdienstarbeit in Deutschland.

## Publikationen
- Partners at Creation: The Men Behind Postwar Germany's Defense and Intelligence Establishments. Naval Institute Press, Annapolis 2003, ISBN 1-59114-136-2, dt.: Auftrag Pullach. Die Organisation Gehlen 1948-1956. Mittler, Hamburg u. a. 2005, ISBN 3-8132-0848-6.